# Cuddalore
Cuddalore (Tamil: கடலூர் Kaṭalūr [ˈkaɖəluːr], frz. Gondelour, früher auch: Cudulur) ist eine Hafenstadt im südindischen Bundesstaat Tamil Nadu mit rund 174.000 Einwohnern (Volkszählung 2011). Sie ist Verwaltungssitz des Distrikts Cuddalore.
Cuddalore liegt nur wenig landeinwärts von der Koromandelküste, etwa 20 Kilometer südlich von Puducherry und 160 Kilometer südlich von Chennai. Die Stadt wird vom Gadilam durchflossen, der kurz danach in den Golf von Bengalen mündet.

## Geschichte
Schon im Altertum war Cuddalore eine wichtige Hafenstadt. Im späten 17. Jahrhundert erwarben die Briten den Hafen und errichteten südlich der Stadt das Fort St. David. Von 1746 bis zur vorübergehenden Einnahme durch die Franzosen 1758, im Zuge des Siebenjährigen Krieges, war Cuddalore Verwaltungssitz für die Besitzungen der Britischen Ostindien-Kompanie an der Koromandelküste. Danach übernahm Madras diese Funktion, das zum wichtigsten britischen Stützpunkt in Südindien aufstieg, während Cuddalore zunehmend an Bedeutung verlor. Während des Zweiten Mysore-Krieges fiel das Fort St. David 1782 erneut in französische Hände. Im Folgejahr scheiterte eine britische Belagerung und der Versuch der Rückeroberung. Der Friedensvertrag von Mangalore vom 11. März 1784 stellte den Status quo ante bellum (die Besitzverhältnisse vor dem Krieg) wieder her. Cuddalore wurde den Briten zurückgegeben. 
Seit dem 9. Mai 1993 ist Cuddalore eine Municipality. Sie besitzt eine Fläche von 27,69 km² und ist in 45 Wards gegliedert.
Heute spielt der Hafen von Cuddalore nur noch für die Küstenschifffahrt eine Rolle, als Ausfuhrhafen ist er praktisch bedeutungslos. Die Wirtschaft der Stadt wird vor allem durch die chemische und pharmazeutische Industrie geprägt. Darüber hinaus sind Fischfang und Schiffbau von einer gewissen Bedeutung.
Im Dezember 2004 richtete ein Tsunami infolge eines Seebebens im Indischen Ozean verheerende Schäden im Hafen und an den Fischereistränden vor der Stadt an. Dabei kamen mindestens 572 Menschen ums Leben.

## Bevölkerung
89 Prozent der Einwohner Cuddalores sind Hindus, 6 Prozent Muslime und 4 Prozent Christen. Die Hauptsprache ist, wie in ganz Tamil Nadu, das Tamil, das von 95 Prozent der Bevölkerung als Muttersprache gesprochen wird.